# Glenfield (Pennsylvanie)
Pour les articles homonymes, voir Glenfield.
Glenfield est un borough situé en bordure de la rivière Ohio, dans le comté d'Allegheny, en Pennsylvanie, aux États-Unis,. En 2010, il comptait une population de 205 habitants. Il est incorporé le 4 décembre 1875, sous le nom de Camden. Le borough porte son nom actuel depuis le 9 mars 1876.

## Démographie
Lors du recensement de 2010, le borough comptait une population de 205 habitants. Elle est estimée, en 2019, à 209 habitants.

### Source de la traduction
- (en) Cet article est partiellement ou en totalité issu de l’article de Wikipédia en anglais intitulé « Glenfield, Pennsylvania » (voir la liste des auteurs).